# Джибутийско-кенийские отношения
Джибутийско-кенийские отношения — двусторонние дипломатические отношения между Джибути и Кенией. 

## История
Джибути и Кения впервые установили дипломатические отношения 27 июня 1977 года, после провозглашения независимости Джибути. 
Обе страны являются членами-основателями КОМЕСА. Кроме того, две страны являются членами-основателями торгового блока ИГАД. 
Президент Джибути Исмаил Омар Гелле совершил государственный визит в Кению и провёл переговоры с президентом Ухуру Кениатой в мае 2018 года. Соглашения, подписанные во время визита, включали сотрудничество в области торговли, защиты инвестиций, сельского хозяйства, профессиональной подготовки и выдачи виз для владельцев дипломатических паспортов. 
В 2011 году во время турне по Джибути Чрезвычайный и Полномочный Посол Кении Моника К. Джума встретилась с президентом Джибути Исмаилом Омаром Гелле. Она также провела переговоры с министром иностранных дел Джибути, спикером Национального собрания, министром образования, министром транспорта, Торговой палатой, агентством по продвижению инвестиций и советом по туризму.
Также, Джибути и Кения являются партнёрами по безопасности в рамках миссии АМИСОМ в Сомали.

## Торговые отношения
В 2005 году Джибути экспортировала в Кению товары на сумму 1,4 миллиона долларов. Около 11% или 8,7 млн долларов США от общего импорта Джибути также составили товары из Кении. Кроме того, у Джибути есть двусторонние соглашения о торговле и сотрудничестве с Кенией.

## Дипломатические представительства
Джибути содержит посольство в Найроби. Кроме того, посольство Кении в Аддис-Абебе аккредитовано в Джибути. 